# Сезон Швейцарської НЛБ 1948—1949
Національна ліга В 1948—1949 — 2-й чемпіонат Швейцарії з хокею (Національна ліга В), чемпіоном став клуб «Амбрі-Піотта».
Вісп — Амбрі-Піотта  1:2 (3:2, 0:12, 0:5 тех. поразка)